# انتونیوو (استان اشوی‌داشکسیه)
انتونیوو (به لهستانی: Antoniów) یک منطقهٔ مسکونی در لهستان است که در گمینا باوتوو واقع شده‌است. انتونیوو ۱۳۰ نفر جمعیت دارد.